# Formation de Weeks
Pour les articles homonymes, voir Weeks.
La formation de Weeks, également appelée calcaire de Weeks, est une formation géologique du Cambrien moyen et supérieur, étage du Guzhangien, qui s'étend dans le chaînon House, un massif du Grand Bassin, province géologique de Basin and Range, situé dans le comté de Millard, État de l'Utah, aux États-Unis,,,. La formation géologique est comprise dans la section II de la séquence stratigraphique de Sawq,,.
Cette formation géologique constitue un Konservat-Lagerstätte,, dont le mode préservation fossilifère est de type schistes de Burgess (en) (BST),. La formation de Weeks recèle notamment des fossiles de trilobites, de spongiaires et de brachiopodes.
La formation de Weeks a été décrite et nommée en 1908 par le paléontologue Charles Doolittle Walcott d'après le Weeks Canyon, site type localisé dans le chaînon House,,,.

## Pour en savoir plus